# Université de Saïda
 (décembre 2013).
L'université Tahar Moulay de Saïda est une université située dans la ville de Saïda, au nord-ouest de l'Algérie.
Fondée en 1986 comme une école supérieure normale (E.N.S), elle est devenue une Université par décret exécutif 09/10 du 4 janvier 2009.[pas clair]

## Histoire[réf.nécessaire]
L'université de Saïda existe sous sa forme actuelle depuis le 04 janvier 2009. Elle était à l'origine une école normale supérieure (ENS), créée le 07 octobre 1986 pour répondre au besoin d'encadrement du secteur de l'Éducation nationale de toute la région ouest et sud-ouest de l'Algérie. Elle forme alors plus de 2 000 enseignants du secondaire. 
Au vu de l'emplacement stratégique de la ville de Saïda, située dans les Hauts Plateaux occidentaux, à 153 km d'Oran, à 100 km de Sidi Bel Abbes et à 170 km de Tiaret, et pour répondre au besoin de la région en formation supérieure, l'École normale supérieure a été transformée en centre universitaire en 1998, afin d'accueillir les étudiants de la région, dont le nombre ne cesse de s'accroître d'une année sur l'autre. Ce changement de statut a permis au secteur de l'enseignement supérieur d'ouvrir d'autres filières que les sciences fondamentales initialement assurées par l'ENS, telles que les sciences humaines, lettres et langues étrangères, sciences juridiques et administratives, sciences politiques et sciences économiques et commerciales.

## Organisation[réf.nécessaire]
L’université Molay Tahar de Saïda est composée de six facultés :
- Faculté des sciences ;
- Faculté de technologies ;
- Faculté des sciences économiques, des sciences commerciales et des sciences de gestion ;
- Faculté des sciences sociales et humaines ;
- Faculté de droit et des sciences politiques ;
- Faculté des lettres et langues et des arts.